# Järshån
Järshån är en sjö i Malung-Sälens kommun i Dalarna och ingår i Göta älvs huvudavrinningsområde. Sjön har en area på 0,278 kvadratkilometer och ligger 374,3 meter över havet. Sjön avvattnas av vattendraget Gerisån. Vid provfiske har abborre och mört fångats i sjön.

## Delavrinningsområde
Järshån ingår i det delavrinningsområde (672260-137817) som SMHI kallar för Mynnar i Holmsjön. Medelhöjden är 421 meter över havet och ytan är 22,61 kvadratkilometer. Det finns inga avrinningsområden uppströms utan avrinningsområdet är högsta punkten. Gerisån som avvattnar avrinningsområdet har biflödesordning 3, vilket innebär att vattnet flödar genom totalt 3 vattendrag innan det når havet efter 423 kilometer. Avrinningsområdet består mestadels av skog (74 procent) och sankmarker (16 procent). Avrinningsområdet har 0,9 kvadratkilometer vattenytor vilket ger det en sjöprocent på 4 procent.